# Io e Annie
Io e Annie (Annie Hall) è un film del 1977 diretto e interpretato da Woody Allen.
Il film vede Allen nei panni di Alvy Singer, che cerca di capire le ragioni del fallimento della sua relazione con l'eponima protagonista femminile, interpretata da Diane Keaton, in un ruolo scritto appositamente per lei. Inizialmente distribuito in Italia con il titolo di Io e le donne, è il film che consacrò Allen tra i maggiori registi americani: la pellicola, scritta dallo stesso Allen con Marshall Brickman, si aggiudicò quattro Premi Oscar (miglior film, miglior regista, miglior sceneggiatura originale e miglior attrice protagonista a Keaton).
Nel 1992 Io e Annie è stato scelto per la conservazione nel National Film Registry della Biblioteca del Congresso degli Stati Uniti. Nel 1998 l'American Film Institute l'ha inserito al trentunesimo posto della classifica dei migliori cento film statunitensi di tutti i tempi, mentre dieci anni dopo, nella lista aggiornata, è sceso al trentacinquesimo posto. Si trova inoltre al quarto posto nella classifica delle migliori cento commedie statunitensi, e un'espressione pronunciata in esso dalla Keaton è stata inserita al cinquantacinquesimo posto della classifica delle migliori cento battute del cinema statunitense.

## Trama
Il comico Alvy Singer si è lasciato con Annie Hall dopo un anno circa di relazione e si ritrova ora a raccontare la storia del loro rapporto, cercando di capire quali suoi problemi sviluppati durante l'infanzia (depressione, nevrosi) possano essere stati complici della fine della storia. Partendo dal loro primo incontro, Alvy spiega l'evoluzione del loro amore, dalle prime fasi di felicità al deterioramento, fino alla definitiva rottura.

## Produzione
Originariamente il film avrebbe dovuto chiamarsi Anedonia – termine usato in psicologia e psichiatria per indicare l'incapacità di un paziente a provare piacere, anche in circostanze e attività normalmente piacevoli come dormire, nutrirsi, copulare e avere contatti sociali –, ma tale titolo fu giudicato inappropriato e venne cambiato solo qualche settimana prima dell'uscita del film nelle sale.
Il primo montaggio del film durava quattro ore ed era incentrato sulla figura di Alvy, ma Allen lo modificò profondamente concentrandolo sulle parti che riguardavano la storia d'amore tra Alvy e Annie, facendolo divenire una "commedia romantica nevrotica".
Nel film Allen utilizza diverse tecniche cinematografiche, dallo split screen, ai sottotitoli che svelano agli spettatori i pensieri dei personaggi (ben diversi da ciò che stanno dicendo ad alta voce). Inoltre, qui per la prima volta Allen fa parlare i personaggi fuori campo, espediente che utilizzerà spesso nei suoi successivi film.

### Cast
Nella pellicola si segnala, in un piccolo ruolo, l'esordio sul grande schermo di un'ancora sconosciuta Sigourney Weaver, nei panni di una delle ragazze di Alvy Singer; fanno piccole apparizioni anche dei giovani Jeff Goldblum e John Glover, rispettivamente nei ruoli di un ragazzo al telefono, inquadrato per pochi secondi, e di uno dei precedenti spasimanti di Annie. Un emergente Christopher Walken interpreta infine il fratello di Annie.
È inoltre presente nel film un cameo del sociologo Marshall McLuhan, nei panni di se stesso, e dello scrittore e drammaturgo Truman Capote, che interpreta «un uomo che sembra Truman Capote» – quest'ultima frase non presente nel doppiaggio italiano.

## Riconoscimenti
- 1978 - Premio Oscar
  - Miglior film a Charles H. Joffe
  - Migliore regia a Woody Allen
  - Miglior attrice protagonista a Diane Keaton
  - Miglior sceneggiatura originale a Woody Allen e Marshall Brickman
  - Candidatura Miglior attore protagonista a Woody Allen
- 1978 - Golden Globe
  - Miglior attrice in un film commedia o musicale a Diane Keaton
  - Candidatura Miglior film commedia o musicale
  - Candidatura Migliore regia a Woody Allen
  - Candidatura Miglior attore in un film commedia o musicale a Woody Allen
  - Candidatura Migliore sceneggiatura a Woody Allen e Marshall Brickman
- 1978 - Premio BAFTA
  - Miglior film
  - Migliore regia a Woody Allen
  - Migliore attrice protagonista a Diane Keaton
  - Migliore sceneggiatura a Woody Allen
  - Miglior montaggio a Ralph Rosenblum e Wendy Greene Bricmont
  - Candidatura Miglior attore protagonista a Woody Allen
- 1978 - Premio César
  - Candidatura Miglior film straniero a Woody Allen
- 1977 - National Board of Review Awards
  - Migliori dieci film
  - Miglior attrice non protagonista a Diane Keaton
- 1978 - Kansas City Film Critics Circle Awards
  - Miglior film
  - Migliore regia a Woody Allen
  - Migliore attrice protagonista a Diane Keaton
- 1977 - New York Film Critics Circle Award
  - Miglior film
  - Migliore regia a Woody Allen
  - Miglior attrice protagonista a Diane Keaton
  - Migliore sceneggiatura a Woody Allen e Marshall Brickman
- 1977 - Los Angeles Film Critics Association Award
  - Migliore sceneggiatura a Woody Allen e Marshall Brickman
- 1978 - Bodil Award
  - Miglior film non europeo a Woody Allen
- 1979 - Cinema Writers Circle Award
  - Miglior film straniero
- 1978 - Directors Guild of America
  - Migliore regia a Woody Allen, Robert Greenhut, Fred T. Gallo e Frederic B. Blankfein (Assistenti Registi)
- 1979 - Guild of German Art House Cinemas
  - Miglior film straniero a Woody Allen
- 1977 - National Society of Film Critics Award
  - Miglior film
  - Miglior attrice protagonista a Dian Keaton
  - Migliore sceneggiatura a Woody Allen e Marshall Brickman
- 1978 - Writers Guild of America
  - Migliore sceneggiatura a Woody Allen e Marshall Brickman

## Sequel
Allen ha ammesso d'essere stato avvicinato più volte dalle case cinematografiche per realizzare un sequel di Io e Annie, ma dato il suo disinteresse verso il profitto tipico dello show-business di Hollywood, non volle svendere la sua opera e per questo continuò a rifiutare le proposte.
Nel 1995 ha parlato per la prima volta delle sue idee riguardanti un seguito, approfondendo i motivi dell'abbandono: